# Kick Out the Jams
Az 1969-es Kick Out the Jams MC5 debütáló koncertlemeze. A Billboard listáján a 30. helyig jutott.
A Rolling Stone magazin Minden idők 500 legjobb albuma listáján a 294. helyet szerezte meg. 2005-ben a Q magazin a Kick Out the Jams című dalt a 39. helyre tette a 100 legnagyobb gitárdal listáján. A VH1 minden idők 65. legjobb hard rock dalának nevezte. Szerepel az 1001 lemez, amit hallanod kell, mielőtt meghalsz című könyvben.

## Az album dalai
|    | Cím                                        | Szerző(k)                                    | Hossz |
| -- | ------------------------------------------ | -------------------------------------------- | ----- |
| 1. | Ramblin' Rose                              | Fred Burch, Marijohn Wilkin                  | 4:15  |
| 2. | Kick Out the Jams                          | MC5                                          | 2:52  |
| 3. | Come Together                              | MC5                                          | 4:29  |
| 4. | Rocket Reducer No. 62 (Rama Lama Fa Fa Fa) | MC5                                          | 5:41  |
| 5. | Borderline                                 | MC5                                          | 2:45  |
| 6. | Motor City Is Burning                      | Fred "Sonic" Smith (valójában Al Smith írta) | 6:04  |
| 7. | I Want You Right Now                       | Colin Frechter, Larry Page                   | 5:31  |
| 8. | Starship                                   | MC5, Sun Ra                                  | 8:15  |

## Közreműködők
- Rob Tyner – ének
- Wayne Kramer – szólógitár, háttérvokál, ének a Ramblin' Rose-on
- Fred "Sonic" Smith – ritmusgitár, szólógitár, háttérvokál
- Michael Davis – basszusgitár
- Dennis Thompson – dobok